# Leptocefalo
Leptocefalo è il nome attribuito alle larve dei pesci appartenenti ad alcuni ordini di pesci ossei come Anguilliformi, Elopiformi e Notacantiformi. La presenza di una larva leptocefalo è considerato un carattere di primitività.
Questa larva ha corpo molto appiattito lateralmente, a forma di foglia di salice. 

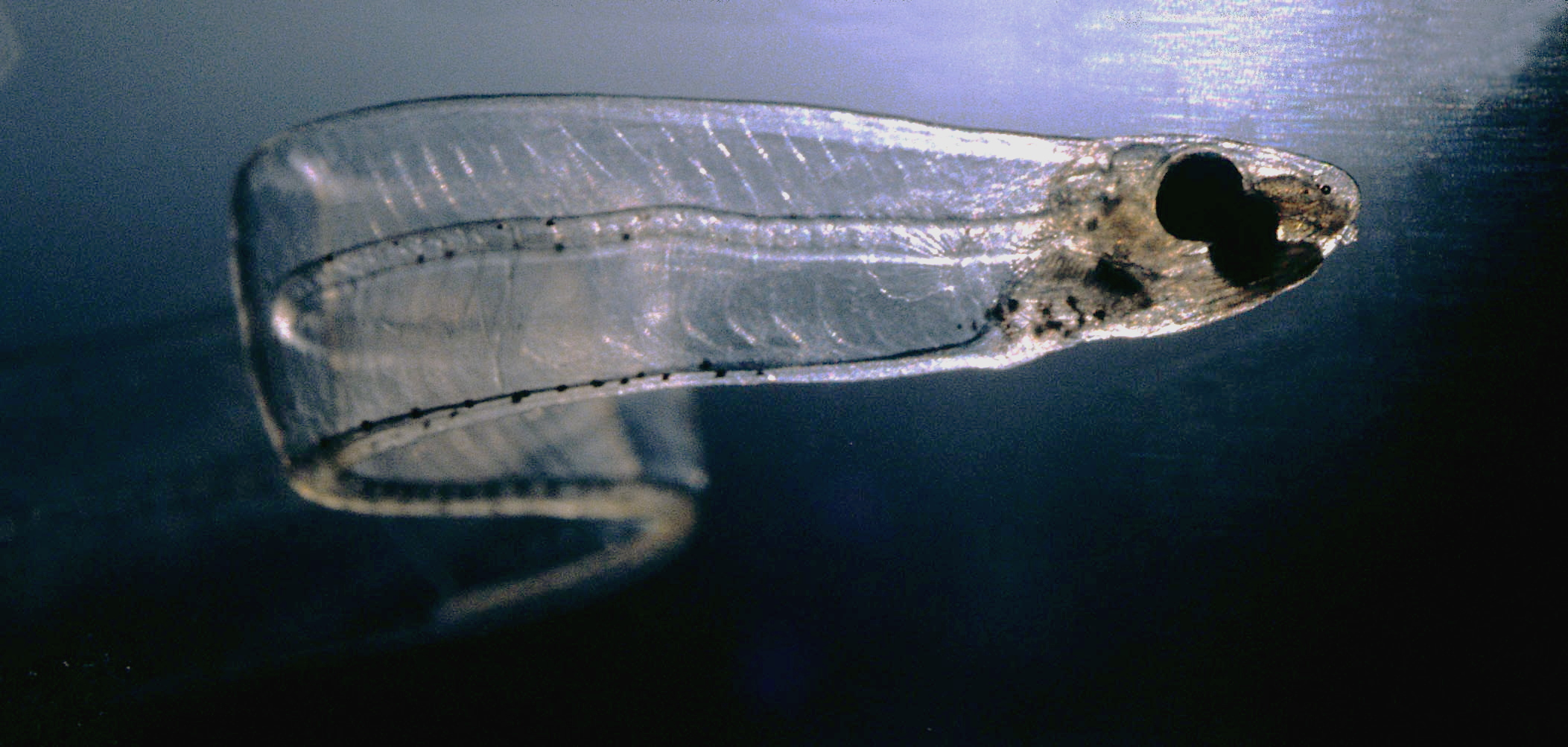
Postlarva di Conger conger

Queste larve sono planctoniche e si nutrono di piccoli crostacei ed altri animaletti del plancton.

## Descrizione
Il caratteristico aspetto sopra descritto è assolutamente inconfondibile, in più si può ricordare che la testa è estremamente piccola, dotata di un piccolo occhio e di denti spesso molto sviluppati, aghiformi e sporgenti a bocca chiusa. È presente una piccola pinna pettorale mentre solo le larve degli elopiformi possiedono pinne ventrali e pinna caudale biloba. È presente una lunga pinna impari priva di raggi. L'ano migra dalla fine del corpo, dove è posto nelle fasi precoci dello sviluppo alla regione ventrale nelle larve più vecchie, l'intestino decorre presso il margine inferiore del corpo. Il colore è trasparente tanto da poter vedere gli organi interni e le suddivisioni della muscolatura (miotomi). Le dimensioni sono variabili, le larve di alcuni notacantiformi possono misurare quasi 1 metro. Durante le prime fasi dello sviluppo le dimensioni aumentano velocemente fino allo stadio di larva per poi diminuire fin quando il pesciolino non assume l'aspetto dell'adulto e rincominciare a crescere in seguito.

Ciclo vitale di un anguilliforme Anguilla anguilla (in inglese)

## Collocazione tassonomica
In passato queste larve furono considerate come nuove specie, ad esempio la larva dell'anguilla fu descritta come Leptocephalus brevirostris, la postlarva del grongo come Leptocephalus morrisi, eccetera.

## Sviluppo
La metamorfosi degli Anguilliformi è quella meglio nota, segue le seguenti fasi:
- Prelarva
- Larva (leptocefalo nastriforme)
- Semilarva (leptocefalo cilindrico)
- Forma di transizione con l'adulto.